# 淺藍色
淺藍色，是一種顏色，又稱淡藍色，是藍色顏色之一，介乎藍色和白色之間，為人所知的一種淺色。
在西方文化經常被使用為衣物、裝飾顏色，和包裹男嬰的亞麻布。淺藍色一般被認為男孩的顏色而女孩則代表粉紅色。

## 相關顏色
- 粉紅色